# HNLMS O 6
Le HNLMS O 6 ou Hr.Ms. O 6 est un sous-marin, unique exemplaire de la classe O 6 de la Koninklijke Marine.

## Histoire
Le HNLMS O 6 était destiné à être utilisé dans les eaux territoriales de l'Europe. Le O 6 était très similaire au O 7 et ils sont parfois considérés comme une seule classe.
Le sous-marin est commandé le 8 mai 1913 et en mai 1914, la quille du O 6 est posée à Flessingue au chantier naval de Damen Schelde Naval Shipbuilding. Le lancement a lieu le 10 juin 1915 ou le 15 juillet 1916.
Le 5 décembre 1916, le navire est mis en service dans la marine. Pendant la Première Guerre mondiale, le navire était basé à Den Helder.
Le 7 juillet 1920, le bateau quitte le port de Flessingue pour un voyage en Norvège : les ports de Odda, Bergen, Gudvangen entre autres sont visités. Le navire revient à Flessingue en juin 1920.
En juin 1923, le O 6 est utilisé par le professeur Felix Andries Vening Meinesz pour des mesures de la gravité en mer du Nord.
En novembre 1936, le O 6 est mis hors service.

## Commandement
- Luitenant ter zee 1e klasse (Lt.Cdr.) J.M. de Booy du 5 décembre 1916 au 16 décembre 1916
- Luitenant ter zee 1e klasse (Lt.Cdr.) D. van Nijmegen Schonegeve du 16 décembre 1916 au 23 septembre 1918
- Luitenant ter zee 1e klasse (Lt.Cdr.) J.M. de Booy du 23 septembre 1918 au 18 décembre 1918